# Litowiż
Litowiż (ukr. Литовеж) – wieś na Ukrainie w rejonie włodzimierskim obwodu wołyńskiego.
Do 2020 w rejonie iwanickim.
Miasto prywatne, własność Aleksandra Czartoryskiego położone było w 1570 roku powiecie włodzimierskim województwa wołyńskiego.

## Historia
Pod koniec XIX w. wieś w gminie Grzybowica (Hrybowica), w powiecie włodzimierskim. W miejscowości znajdował się drewniany kościół parafialny pw. św. Michała Archanioła, wybudowany w 1615 r. przez księcia Janusza Ostrogskiego. W pierwszej połowie XX w. administratorem parafii Litowiż był ks. Józef Aleksandrowicz, zamordowany w Zabłoćcach przez oddział UPA podczas sprawowania eucharystii w dniu Krwawej Niedzieli.